# Mohamed Xukri
Mohamed Xukri (amazic: Muḥemmed Cikri; àrab: محمد شكري, Muḥammad Xukrī) (el Rif, Marroc, 15 de juliol de 1935 - Rabat, Marroc, 15 de novembre de 2003) fou un escriptor del Marroc.

## Vida i obra
La fam, la brutalitat del seu pare i la pobresa seran el teló de fons d'una vida on la lluita per la supervivència es converteix en una fugida cap enlloc. La seva família va emigrar a Tànger l'any 1942, on el seu pare fou condemnat a dos anys de presó per haver desertat de l'exèrcit colonial espanyol. Va passar la seva adolescència entre Tetuan, Oran i Tànger. En aquesta ciutat va aprendre espanyol, va freqüentar prostíbuls i es va guanyar la vida fent de guia turístic dels mariners que hi arribaven. Amb vint anys, encara analfabet, va marxar a estudiar a Larraix, on va prendre contacte amb la literatura; va començar a escriure els seus primers paràgrafs i va començar a llegir poetes famosos. Més tard, a Tetuan, distribuí el seu temps entre lectures en àrab i en espanyol, i gresques als bars. Un diari li publicà un text en prosa i el varen destinar a una escola a Tànger. Inicià una etapa d'hotels de luxe, discoteques i drogues. Mentre segueix freqüentant prostitutes, Xukri llegeix i escriu les seves impressions sobre la dona ideal. Més tard, va passar un temps ingressat en un psiquiàtric.
L'obra més coneguda de Xukri és El pa de cada dia (àrab: الخبز الحافي, Al-ẖubz al-ḥāfī). El 1966 es va publicar, per primera vegada, a Beirut. Durant la seva estada a Tànger, a la dècada de 1960, es va trobar amb Paul Bowles, Jean Genet i Tennessee Williams. Amb Paul Bowles va establir una relació d'amistat més propera i li va encarregar la traducció de la seva primera obra For Bread Alone el 1973. 
Va ser publicada al Marroc el 1982, però va ser censurada des del 1982 fins al 2000 per part del ministre d'Interior Driss Basri, que havia rebut un avís de l'autoritat religiosa del país que considerava l'obra immoral i pornogràfica, és a dir, que tractava temes tabú.

## Obres
La seva obra ha estat traduïda a diverses llengües.
Obres traduïdes a l'anglès:
- For Bread Alone, 1973.
- The Tent, short stories, 1985.
- Time of Errors, anomenada també "Streetwise" 1992.
- Jean Genet and Tennessee Williams in Tanger, 1992.
- Jean Genet in Tanger, 1993.
- Madman of the Roses, Short stories 1993.
- Jean Genet, Suite and End, 1996.
- Paul Bowles, le Reclus de Tanger, 1997.
- Zoco Chico, 1996.
- Faces|Faces, 1996.

Obres traduïdes al castellà:
- Tiempo de errores, trad. Karima Hajjaj y Malika Embarek, Barcelona, Cabaret Voltaire, 2013. [Anteriorment en el Debate, 1995.]
- Rostros, amores, maldiciones, trad. Housein Bouzalmate y Malika Embarek, Barcelona, Debate, 2002.
- El pan a secas, trad. Rajae Boumediane El Metni, Barcelona, Cabaret Voltaire, 2012. [Anteriorment traduïda com: El pan desnudo, trad. Abdellah Djbilou, Barcelona, Montesinos, 1989
- Paul Bowles, el recluso de Tánger, trad. Rajae Boumediane El Metni, Barcelona, Cabaret Voltaire, 2012.
- Jean Genet en Tánger, trad. Rajae Boumediane El Metni, Barcelona, Cabaret Voltaire, 2013.

Obres traduïdes al català:
- Amor i malediccions, trad. Rosalia-Anna Benlloch, Isaïes Minetto i Vicent Carles Navarro;revisió de Josep Franco, Alzira, Bromera, 2002.
- El pa de cada dia, Alzira, Bromera, 2002.
- El temps dels errors, trad. Isaïes Minetto i Vicent Carles Navarro; revisió lingüística: Josep Franco, Alzira, Bromera, 2002.

La seva obra més coneguda és El pa de cada dia, la qual forma part d'una trilogia conjuntament amb El temps dels errors i Amor i malediccions. Es tracta d'una obra autobiogràfica I eclèctica, on Mohamed Xukri relata els seus anys de crua infantesa, plena de violència i duresa. Ha estat traduïda a una dotzena de llengües (a l'anglès per Paul Bowles i al francès per Tahar Ben Jelloun).

## El pa de cada dia
L'argument de la novel·la El pa de cada dia gira entorn la infància de l'autor, Mohamed Xukri. Aquest fou membre d'una reduïda família que deixà enrere el miserable Rif en la recerca d'una vida millor a Tànger, ciutat internacional durant el període colonial (1912-1956), i a Tetuan. Al llarg de la novel·la, Xukri descriu la pobresa, la fam extrema, i la misèria que viu la regió del Rif durant el període colonial.
El pa de cada dia, ha estat i segueix sent una de les obres més importants en la literatura magrebina. La singularitat de Xukri es pot palpar en el seu estil simple i clar, fent ús d'un to directe i cru, a través del qual descriu la misèria i la marginació que estan vivint algunes de les regions del Marroc. 
Xukri presenta un paisatge realment desolador, on els personatges no anhelen més que un tros de pa que endur-se a la boca cada dia. Al mateix temps, ens mostra un Marroc ‘dividit’, ens presenta un Rif abandonat, pel qual les altres regions del Marroc mostren un rebuig considerable, i, per altre costat, la zona del Nord, que tot i patir misèria i delinqüència, encara és ‘habitable’. 

## Adaptacions cinematogràfiques
El llibre El pa de cada dia fou adaptat al cinema el 2004 com a producció italo-franco-algeriana per Mohamed Rachid Benhadj i fou premiada a la primera edició del Festival de Casablanca el 2005
També es va fer una adaptació cinematogràfica, de l'obra El pa de cada dia, anomenada Ali Zaoua: Princes of the streets. Una pel·lícula produïda per Nabil Ayouch, que, tot i presentar una atmosfera menys radical, exposa la història d'un nen sense habitatge.

## Entrevistes
D'entre les diferents entrevistes que se li varen fer a Mohamed Xukri, cal destacar una en particular feta, al 5 d'octubre de 2002, per Babelia. En aquesta breu entrevista es pot veure perfectament el sentit que Xukri atribueix a la vida. Reflecteix el seu alcoholisme, el sentiment de frustració que va tenir amb el seu pare, el seu sentiment per Tànger, i els seus valors. Tot amb una gran profunditat i transparència.